# Champlive
Champlive é uma comuna francesa na região administrativa de Borgonha-Franco-Condado, no departamento de Doubs. Estende-se por uma área de 8,2 km². Em 2010 a comuna tinha 253 habitantes (densidade: 30,9 hab./km²).